# Groupes de partisans soviétiques (1941-1944)
Pour un article plus général, voir Partisans soviétiques.
Les groupes de partisans sovietiques (1941—1944)(biélorusse : партызанская брыгада), étaient une forme d'organisation des unités de Partisans soviétiques, dans la phase initiales (1941—1942) de la guerre de partisans sur les arrières de l'armée allemande.

## Développement
Les groupes de partisans furent formés par les soviétiques et les collectivités communistes des territoires occupés par les allemands, sur les arrières soviétiques. Par leurs objectifs et leur formation, les groupes de partisans pouvaient être de plusieurs sortes : groupes «speciaux» (NKVD), de diversion, reconnaissance et autres.

### en 1942
Dans l'été 1942, avec l'afflux de personnel dans les unités de partisans et avec la migration des groupes clandestins urbains vers les forêts, le nombre de groupes de partisans s'éleva en flèche et les groupes furent expansés avec les compléments de détachements de partisans. Entre l'hiver 1941 et le printemps 1942, 150 nouveaux détachements furent formés à partir des groupes et pendant l'été 1942 121 autres.

## Sources
- (en) Cet article est partiellement ou en totalité issu de l’article de Wikipédia en anglais intitulé « Soviet partisan group 1941–1944 » (voir la liste des auteurs).

- А.Л. Манаенкаў. Партызанскі атрад у Вялікую Айчынную вайну // Беларуская энцыклапедыя: У 18 т. Т. 12. — Мінск: БелЭн, 2001. — 560 с. p. 124.  (ISBN 985-11-0198-2) (т.12). The source references: Беларусь у Вялікай Айчыннай вайне 1941—1945: Энцыкл. Мн., 1990. С. 456—474. Партизанские формирования Белоруссии в годы Великой Отечественной войны (июль 1941—июль 1944). — Мн., 1983.
- General of Army Prof. Kozlov M.M. (ed.), Great Patriotic War 1941-1945 encyclopaedia (Velikaya Ottechestvennaya Voina 1941-1945 entsiklopedia), Moscow, Soviet Encyclopaedia (Pub.), 1985